# Slaveri i Albanien
Slaveri i Albanien syftar på förekomsten av slaveri inom det område som sedan kom att utgöra Albanien. 
Under medeltiden förekom Albanien som en källa till slavar för slavhandeln på Balkan och slavhandeln i Venedig. Under landets tid som provins i det Osmanska riket utsattes Albanien liksom andra icke-muslimska provinser på Balkan för slavhandelssystemet med devschirme. Eftersom majoriteten av albanerna övergick till islam, var dock Albanien mindre utsatt för detta än resten av Balkan.

## Historik

### Medeltiden
Under antiken motsvarade det moderna Albanien den romerska provinsen Epirus Nova. Lagarna om slaveri i Romerska riket praktiserades även i Albanien. 
Albanien var sedan en del av Bysantinska riket fram till bildandet av Arberien (1190-1255) och kungariket Albanien (1272-1383) och furstendömet Albanien (1359–1415). 
Under denna tid lydde Albanien de lagar som gällde under slaveri i Bysantinska riket, där slaveriet gradvis hade dog ut under 1200-talet.
Under medeltiden utsattes samtidigt Albanien för Slavhandeln på Balkan, då de icke katolska innevånarna på Balkanhalvön utsattes för slavhandeln i Venedig. 
Bogomilska och ortodoxa slavar såldes från bland annat Albanien till Italien via slavhandeln i Ragusa.
De balkanska slavar som såldes av italienarna uppges ha varit albaner, bosnier, serber, slaver, bulgarer, valaker eller rutener. 
Slavhandeln på Balkan var separat från slavhandeln på Svarta havet med dess centra på genuesiska Kaffa och venetianska Tana. Balkanslavarna såldes aldrig via östra Balkanhalvön utan genom hamnarna längs Adriatiska havet; främst Ragusa (Dubrovnik), där venetianska köpmän inhandlade slavar för att sälja dem vidare via Egeiska havet. 
Albanska barn kallade anime såldes till Venedig via Durazzo (Durres); eftersom de inte var bogomiler, kallades de dock inte slavar utan livegna barnarbetare som formellt skulle arbeta under kontrakt.

### Osmanska Albanien
Under 1400-talet erövrades Albanien av Osmanska riket. Slaveriet i Osmanska Albanien lydde därmed under de lagar som reglerade slaveri i Osmanska riket. Som sådan underkastades det devschirme. Många albaner konverterade dock till islam under den osmanska tiden och var därmed inte legitima att tas som slavar. 
När det Osmanska väldet upphörde, upphörde även institutionen slaveri i Albanien.